# KLM (humortrio)
KLM var en norsk humortrio bestående av komikerna Trond Kirkvaag, Knut Lystad och Lars Mjøen. Trion har underhållit norrmän med alla sina galna upptåg både på TV och radio, och har också en egen fanclub, KLM Fanclub. Även om de har haft stora framgångar, både med sina TV- och radioserier, är nog KLM mest känt från serien om Bröderna Dal och professor Drövels hemlighet (1978), De Mystiska Spektralstenarna (1981), Legenden om Atlant-Is och Mysteriet om Karl XII:s Galoscher (2005) samt teaterföreställningen Vikingsvärdets Förbannelse (1997).
Lystad och Mjøen träffade varandra 1973 i samband med Harald Tusbergs Smil till det sjkulte kamera. De hittade tonen omedelbart och började snart att göra radiosketcher tillsammans. Kirkvaag "upptäckte" Lystad och Mjøen via "Bedre Sent Enn Alvor" 1975, och KLM började sitt samarbete med TV-serien NyNytt 1976. Då hade Kirkvaag redan jobbat på NRK i nästan 10 år.
Lystad och Mjøen TV-debuterade i TV-programmet Hvad nu? med en sketch om Hjemmefronten. Programmet sändes den 8 maj (befrielsedagen) och utlöste en våg av kritik. KLM har hela tiden haft Monty Python som sina förebilder. 1985 spelade man in sin enda långfilm. Titeln Noe helt annet är inspirerad av Monty Pytons And Now for Something Completley Different.

## KLM:s TV-serier
- NyNytt, KLM:s första serie. Sändes i två säsonger. Hösten 1976 kom första säsongen som innehöll tre program. Säsong 2 som innehöll sex program, och sändes 1977/1978. Serien var upplagd som en parodi på dåtidens nyhetssändningar med reportage, sport, frågesporten "Gods & Gull", och en mängd galna infall i Monty Python-stil. Reportagen var i stort sett baserade på trions humoristiska tolkningar av verkliga nyhetsrubriker. Tidningsurklippen man såg i bakgrunden i "nyhetsstudion" var hämtade från verkliga tidningar.
- Press! KLM:s andra serie, kom 1979 och bestod av sex program. Press! var en parodi på veckotidningarnas fokus på oväsentligheter som dåtidens jetset-liv, innehållslösa noveller, verklighetsöden (Anna-i-ödemarken...). Harald Heide-Steen Jr. och Marianne Mørk hade många roller i serien. Detta var KLM:s första TV-samarbete med Tom Mathisen, som var berättarröst i novell-inslagen i alla avsnitten.
- Kliin kokos var trions tredje serie, sändes i två säsonger. Första säsongen bestod av fyra avsnitt, och sändes som inslag i NRK-programmet Kom inn 1981. Andra säsongen bestod av åtta avsnitt, och sändes som inslag i NRK-programmet Lørdagsbilaget 1985.
- Fjærsynet var trions fjärde serie, och sändes 1982/1983. Många räknar detta som deras bästa TV-serie. Serien var en av trions två parodier på TV-mediet, och i serien kallade de NRK for MRK (Morsk Rikskringkasting). Serien bestod av sju program, ett för varje veckodag. De fasta posterna Ertemiddagsnytt, Spare-TV, Daffrevyen och Velsnytt kompletterades med diverse parodier på NRK-program/NRK-serier. KLM tramsade väldigt mycket med namnen i denna serie, och de allra flesta inslagen hade lustiga namn på personerna som var inblandade.
- I spøkelyset var namnet på nästa TV-serie KLM gjorde, och sändes 1983/1984. Serien innehöll 6 program, varav "Totaltrim" nog är det mest kända tillsammans med «Speiderne» (KLM:s parodi på scouter).
- SKAI-TV, trions sjätte serie, kom 1988/1989, och var en ny TV-parodi sänd på NRK. Humoristen Stine Kjelland-Mørdre var också med. Denna serien hade på samma sätt som Fjærsynet en uppbyggnad runt nyheterna, som här kallades Dvaskrevyen. Skillnaden från Fjærsynet var att programmen i SKAI-TV inte var indelade efter veckodagar, utan efter tema. De sex programmen hade teman «Skomakergata», «To-kosTV», «Sport og dill», «Hybel Aid '89», «Nitti snørrunger» och «BørDan?». Annars innehöll SKAI-TV flera parodier på olika TV-serier. Bland annat fick Trond Kirkvaag busa fritt i sina parodier i denna serie. Här förekom parodierna på Sølve Grotmol, Frantz Saksvik, Brikt Jensen och Dan Børge Akerø. Om många tycker att Fjærsynet var KLM:s bästa serie, är det troligen lika många som menar att SKAI-TV överträffar denna. Skai-TV blev då också utvalt till att visas på Frogner kbio då KLM Fanklubb firade sitt 20-årsjubileum 19 april 2008.
- Njus var en serie KLM gjorde som sändes som inslag i underhållningsprogrammet LørDan på NRK. Serien bestod av fem program.
- KLMs Nachspiel sändes 1992 i åtta program. Till skillnad från tidigare KLM-serier försiggick denna i en studio med publik på plats. Publiken var i huvudsak värvad från KLM Fanklubb. Programmen var indelade i teman. "Slanking", "Fobier", "Kunst og kultur", "Spill", "Uhell og ulykker", "Miljøvern", "Sensur" och "Nachspiel". Mjøen var programledare i studion där det spelades upp sketcher i anknytning till temat. En del sketcher var inspelade på andra platser än i studio.
- De ukjente OL-heltene var en serie KLM gjorde som inslag i OS-programmet Vindu mot Lillehammer 1994. Serien bestod av 15 program.
- KLMs Vorspiel sändes 1995 i tolv program. Serien påminde mycket om KLMs Nachspiel, men programmen hade inget speciellt tema. Det som emellertid återkom var jakten på Boris Jeltsins svarta kärnvapenportfölj. Denna blev kvarglömd i studion, och så småningom borta, efter att Jeltsin och Bill Clinton besökt studio i det första programmet. Publiken i studion var, i likhet med KLMs Nachspiel, också här huvudsakligen hämtad från KLM Fanklubb.

Trond Kirkvaag avled 2007 och därmed var KLM historia.

### Kort översikt
- 1976–1978 Nynytt
- 1979 Press!
- 1981 och 1985 Kliin kokos
- 1982–1983 Fjærsynet
- 1983–1984 I spøkelyset
- 1988–1989 SKAI-TV
- 1991 Njus
- 1992 KLMs Nachspiel
- 1994 De ukjente OL-heltene
- 1995 KLMs Vorspiel

## Bröderna Dal
KLM har gjort fyra serier om bröderna Gaus, Roms och Brumund Dal.
De fyra serierna är: 
- 1979 Bröderna Dal och professor Drøvels hemlighet.
- 1982 Bröderna Dal och de mystiska spektralstenarna
- 1994 Bröderna Dal och legenden om Atlant-is
- 2005 Bröderna Dal och Karl XIIs galoscher
- Som tillägg spelade de teaterföreställningen "Bröderna Dal - Vikingsvärdets Förbannelse" i Vikingland på Tusenfryd utanför Oslo i augusti 1997. Denna föreställning blev senare digitalt restaurerad och redigerad till en långfilm som hade premiär 10 september 2010.

## KLM i Montreux
- Nuts (1982). Detta var KLM:s första bidrag till underhållningsfestivalen i Montreux. Inslaget var byggd på KLM-serien Kliin kokos, och många av klippen var hämtat därifrån.
- Diplomatix (1985). Detta var KLM:s andra bidrag, och var baserat på sketchen Ambassadørakademiet, och handlade om norsk diplomati i dokumentmappformat. Med detta bidraget vann KLM "Special Prize of the City of Montreux".
- The Rise and Fall of an Olympic Village (1994). KLM:s tredje bidrag till Montreux var baserat på Lillehammer-OS 1994. KLM vann "Silverrosen" (pris for roligaste program) efter att ha deltagit med detta inslag.
- The International KLM Show (1996). KLM:s fjärde och sista bidrag bestod av höjdpunkter från serien KLMs Vorspiel.

## Något helt annat
KLM gjorde 1985 sin enda långfilm, Noe helt annet. Handlingen kretsar runt Dracula och är en crazykomedi. En mängd av norska kändisar medverkade i filmen. Filmen fick senare kultstatus i Norge.

## KLM i Kvitt eller Dubbelt
År 2006 vann Ådne Feiring 48 000 kr i norska Kvitt eller dubbelt då han tävlade i ämnet KLM.

## Hederspris
1 september 2007 fick KLM Komiprisens hederspris. Lystad og Mjøen tog emot priset; Kirkvaag var för sjuk för att delta i prisutdelningen.

## Utgåvor på VHS/DVD

### VHS
- Mer kliin kokos (1983)
- Noe helt annet (1985)
- KLMs beste: Volum 1
- KLMs beste: Volum 2
- KLMs beste: Nachspiel
- KLMs beste: Vorspiel

### DVD
- Noe helt annet
- KLM klassikere 1 (2002)
- KLM klassikere 2 (2003)
- KLM klassikere 3 (2005)
- KLM klassikere 4 (2007)

## Diskografi

### Album
- Spektralplate (1982)
- KLM (1983)
- KLM synger Brødrene Dal (1991)
- Brødrene Dal på vikingtokt (1997)
- De Beste (Samlealbum, 2002)

### Singlar
- Torsken kommer/Gaus, Roms og Brumund (1982)
- Noe helt annet/Perler for svin (1985)
- Viking viking skip skip (1997)
- Viking Arne (1997)